# Chilabothrus
Chilabothrus – rodzaj węży z rodziny dusicielowatych (Boidae).

## Zasięg występowania
Rodzaj obejmuje gatunki występujące na Kubie, Jamajce, Haiti, Bahamach, Turks i Caicos, Portoryko, Wyspach Dziewiczych i Brytyjskich Wyspach Dziewiczych.

## Systematyka

### Etymologia
- Chilabothrus: gr. χειλος kheilos, χειλεος kheileos „warga, usta”; βοθρος bothros „otwór, rów”[2].
- Homalochilus: gr. ὁμαλος homalos „równy, gładki”; χειλος kheilos, χειλεος kheileos „warga, usta”[8]. Gatunek typowy: Homalochilus striatus Fischer, 1856.
- Piesigaster: gr. πιεσις piesis „uciskanie, ściskanie”; γαστηρ gastēr, γαστρος gastros „brzuch”[4]. Gatunek typowy: Piesigaster boettgeri Seoane, 1881 (= Boa inornata Reinhardt, 1843).
- Boella: zdrobnienie nazwy rodzaju Boa Linnaeus, 1758[9]. Gatunek typowy: Boella tenella Smith & Chiszar, 1992 (= Boa inornata Reinhardt, 1843).

### Podział systematyczny
Gatunki z tego rodzaju tradycyjnie zaliczano do rodzaju Epicrates. Do rodzaju należą następujące gatunki:
- Chilabothrus ampelophis Landestoy, Reynolds & Henderson, 2021
- Chilabothrus angulifer (Cocteau & Bibron, 1840) – boa kubański[11]
- Chilabothrus argentum Reynolds, Puente-Rolón, Geneva, Aviles-Rodriguez & Herrmann, 2016
- Chilabothrus chrysogaster (Cope, 1871)
- Chilabothrus exsul (Netting & Goin, 1944)
- Chilabothrus fordii (Günther, 1861)
- Chilabothrus gracilis Fischer, 1888 – boa wysmukły
- Chilabothrus granti (Stull, 1933)
- Chilabothrus inornatus (Reinhardt, 1843) – boa portorykański
- Chilabothrus monensis (Zenneck, 1898)
- Chilabothrus schwartzi (Buden, 1975)
- Chilabothrus striatus (Fischer, 1856)
- Chilabothrus strigilatus (Cope, 1862)
- Chilabothrus subflavus (Stejneger, 1901) – boa jamajski